# Sărăturile și Ocna Veche
Sărăturile și Ocna Veche alcătuiesc o arie protejată de interes național ce corespunde categoriei a IV-a IUCN (rezervație naturală de tip mixt), situată în județul Cluj, pe teritoriul administrativ al orașului Turda.

## Localizare
Aria naturală se află în partea sud-estică a județului Cluj și cea nord-estică a orașului Turda, lângă drumul județean (DJ161B) care leagă orașul de localitatea Crairât, în apropierea  drumului național DN15 - Târgu Mureș - Cluj Napoca.

## Descriere
Rezervația naturală declarată arie protejată prin Legea Nr. 5 din 6 martie 2000 (privind aprobarea planului de amenajare a teritoriului național - Secțiunea a III-a -  arii protejate) și se întinde pe o suprafață de 10 hectare.

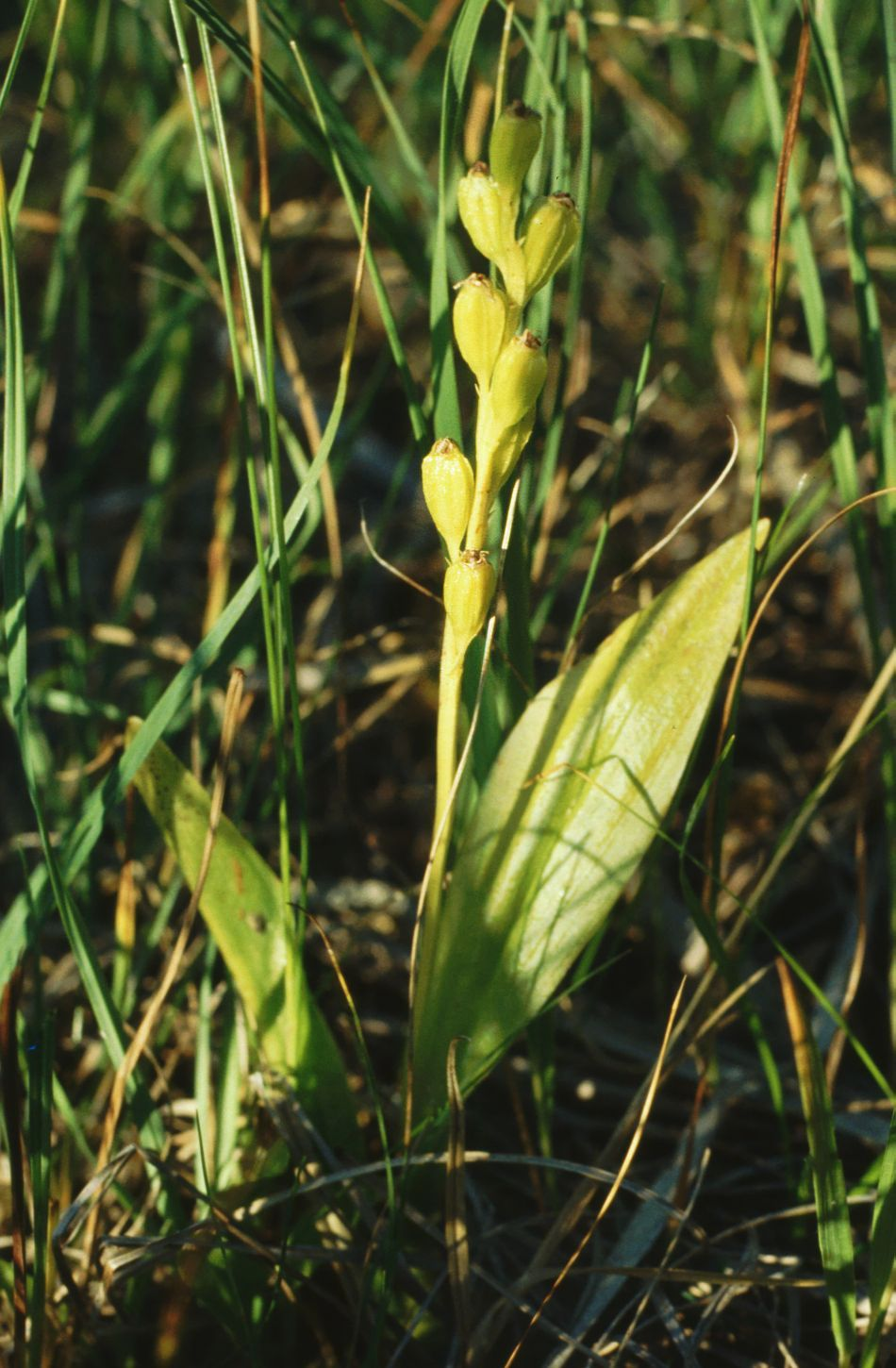
Moșișoare

Aria protejată (suprapusă sitului Natura 2000 - Sărăturile Ocna Veche) reprezintă o zonă umedă (lacuri saline, mlaștini sărăturate) sau mai puțin umedă (pășuni și fânețe) rezultată în urma exploatărilor de sare (atât la suprafață cât și în subteran). Aceasta conservă două habitate de interes comunitar de tip: Comunității cu salicornia și alte specii anuale care colonizează terenurile umede și nisipoase, și Pajiști și mlaștini sărturate panonice și ponto-sarmatice. În arealul rezervației s-au dezvoltat asociații vegetale cu  plante halofile din genul Salicornia (familia Amaranthaceae); precum și specii de moșișoare (Liparis loeselii), Meesia longiseta și gălbinare (Serratula lycopifolia), specie aflată pe lista roșie a IUCN.

## Obiective turistice
În vecinătatea rezervației naturale se află mai multe obiective de interes turistic (lăcașuri de cult, monumente istorice, zone naturale), astfel:

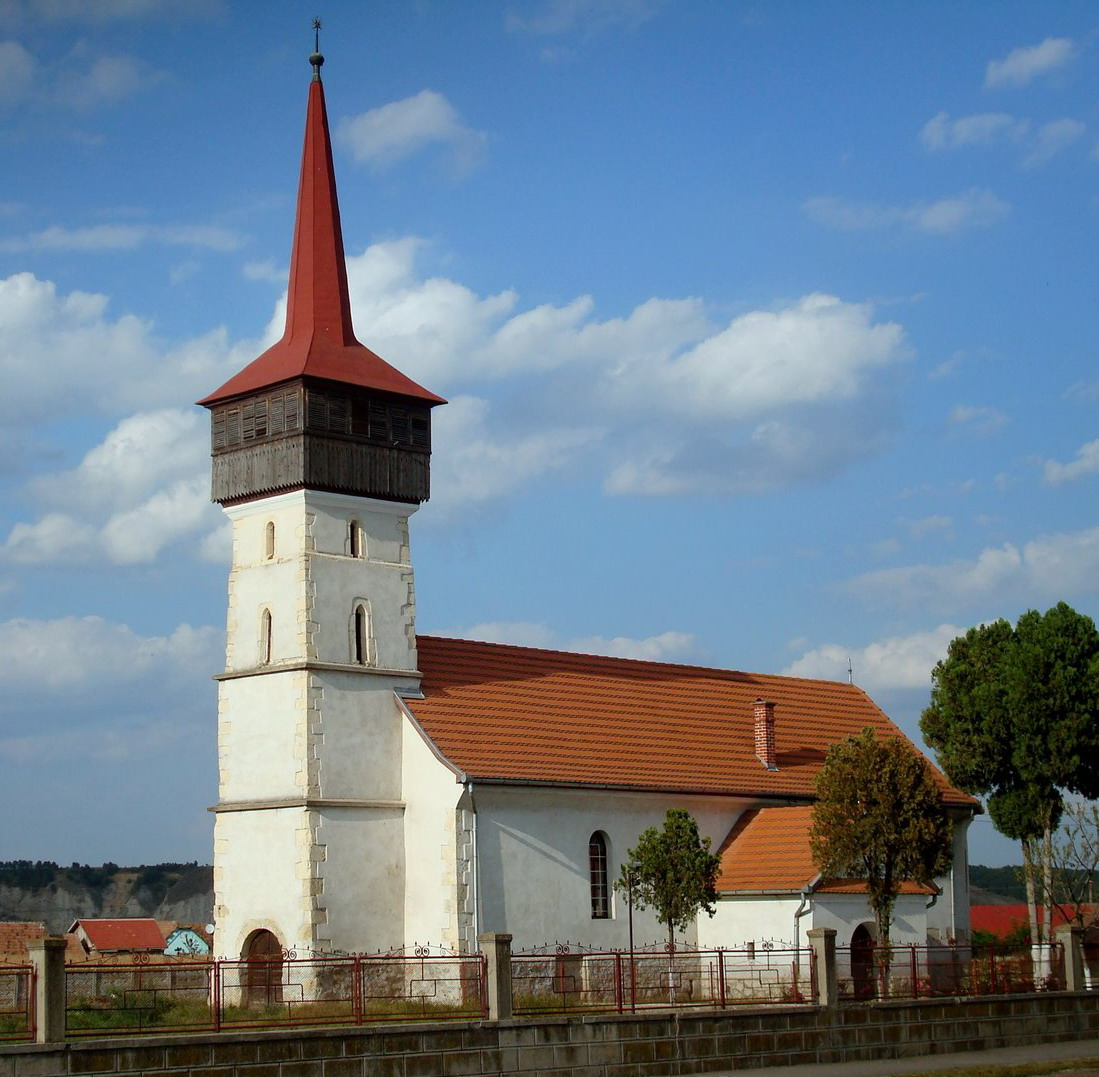
Biserica Reformată-Calvină din Turda-Poiana

- Biserica Romano-Catolică „Sf.Maria”, construită între anii 1475-1504, monument istoric
- Biserica Franciscană din Turda cu hramul „Sf.Ladislau Rege”, construită între anii 1733-1737
- Biserica Reformată-Calvină din Turda-Veche, construcție secolul al XVII-lea, monument istoric
- Biserica Reformată-Calvină din Turda-Nouă, construită între anii 1500-1504, monument istoric
- Biserica Reformată-Calvină din Turda-Poiana, construită în secolul al XV-lea, monument istoric
- Biserica Unitariană, construcție 1792
- Rezervația naturală Cheile Turzii